# (129078) Animoo
(129078) Animoo est un astéroïde de la ceinture principale.

## Description
(129078) Animoo est un astéroïde de la ceinture principale. Il fut découvert le 8 novembre 2004 à Vicques par Michel Ory. Il présente une orbite caractérisée par un demi-grand axe de 2,27 UA, une excentricité de 0,19 et une inclinaison de 3,2° par rapport à l'écliptique.

## Compléments